# Amtsgericht Weißwasser

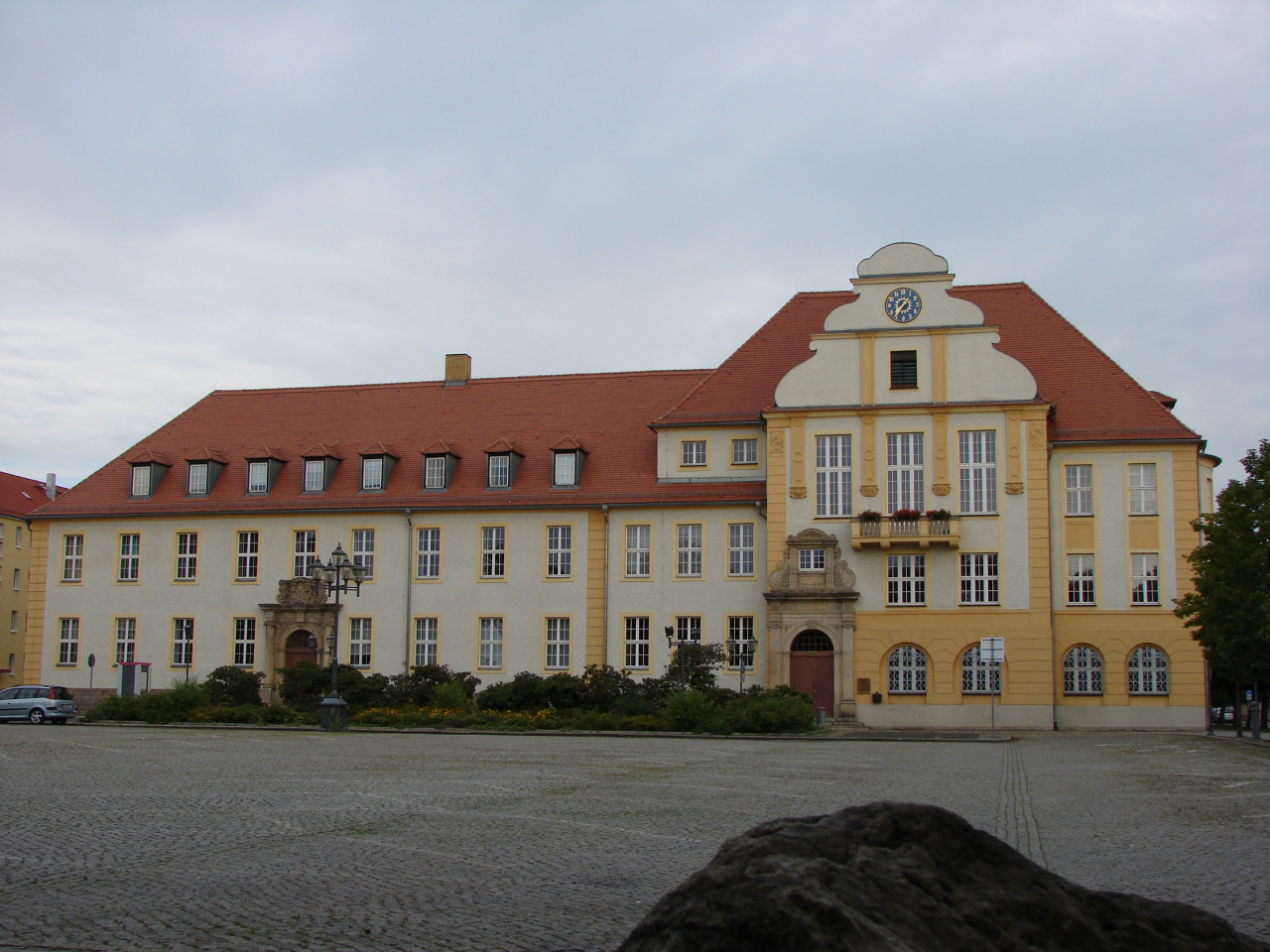
Amtsgericht im linken Teil des Gebäudes des Rathauses (2007)

Das Amtsgericht Weißwasser (obersorbisch Hamtske sudnistwo Běła Woda) ist ein Gericht der ordentlichen Gerichtsbarkeit und eines von insgesamt 25 Amtsgerichten im Freistaat Sachsen.

## Gerichtssitz und -bezirk
Der Gerichtsbezirk des Amtsgerichts Weißwasser umfasst alle Gemeinden des Landkreises Niederschlesischer Oberlausitzkreis mit Ausnahme der dem Amtsgerichtsbezirk Görlitz zugeordneten Gemeinden. Dies sind seit dem 1. Januar 2001 im Einzelnen die Städte und Gemeinden Bad Muskau, Boxberg/O.L., Gablenz, Groß Düben, Hähnichen, Hohendubrau, Klitten, Krauschwitz, Kreba-Neudorf, Mücka, Niesky, Quitzdorf am See, Rietschen, Rothenburg/O.L., Schleife, Trebendorf, Waldhufen, Weißkeißel und Weißwasser selbst (§ 1 Abs. 4, Anlage Nr. 23 Sächsisches Justizgesetz). Für die Führung des Handels-, Genossenschafts-, Partnerschafts- und Güterrechtsregisters ist jedoch für sämtliche Städte und Gemeinden des Bezirkes das Amtsgericht Dresden zuständig. Das Gericht hat seinen Sitz in Weißwasser.

## Geschichte
Das Amtsgericht wurde durch ein preußisches Gesetz vom 16. Juni 1909 errichtet. Der Sprengel bestand aus folgenden Gemeinden und Gutsbezirken, die vorher dem Amtsgericht Muskau zugeordnet waren:
- Gemeinden: Weißwasser, Alt Liebel, Boxberg (Anteil Muskau), Daubitz, Groß Düben, Eselsberg (Anteil Muskau), Halbendorf, Mochholz, Mühlrose, Mulkwitz, Neuhammer, Nochten, Nieder Prauske, Publick, Reichwalde, Rietschen, Rohne, Schadendorf, Schleife, Sprey, Teicha, Tränke, Trebendorf, Tzschelln, Viereichen, Wunscha und Werda
- Gutsbezirke: Weißwasser, Alt Liebel, Boxberg (Anteil Muskau), Daubitz, Groß Düben, Mühlrose, Reichwalde, Rietschen, Schadendorf, Schleife, Teicha, Tzschelln, Wunscha und Werda sowie der Wohnplatz Jagdschloss aus dem Forstgutsbezirk Muskau[2]

und besteht seit dem 1. Oktober 1911. Es war dem Landgericht Görlitz zugeordnet.
Mit den Durchführungsbestimmungen zur Vereinfachung der Gerichtsorganisation im Land Sachsen vom 28. Mai 1951 zur Verordnung vom 5. Mai 1951 wurde das Amtsgericht Weißwasser zum Zweiggericht. Mit dem Gerichtsverfassungsgesetz vom 2. Oktober 1952 wurde das Amtsgericht Weißwasser in der DDR aufgehoben und das Kreisgericht Weißwasser an seiner Stelle eingerichtet. Gerichtssprengel war nun der Kreis Weißwasser. Nach dem Zusammenbruch der DDR wurde das Amtsgericht Weißwasser 1992 wieder eingerichtet.

## Gerichtsgebäude
Das Gebäude des Gerichtes am Marktplatz (zur Bauzeit: Kaiserplatz 1) neben dem Rathaus wurde von der Gemeinde errichtet und dann an die Justizverwaltung vermietet. Am 10. Mai 1910 erfolgte die Grundsteinlegung, 1911 konnte es bezogen werden. Das zweigeschossige Gerichtsgebäude mit neun Achsen wurde im Stil der Neurenaissance erbaut. 1945 wurde es im Krieg zerstört. Das in den 2000er Jahren vom Amtsgericht benutzte Gebäude war für den Betrieb des Amtsgerichtes mittlerweile zu klein. Es bestanden daher Planungen, Räumlichkeiten des unmittelbar benachbarten Rathauses von Weißwasser durch den Sächsischen Staatsbetrieb Immobilienverwaltung anzumieten. Die Erweiterungen konnten frühestens 2009 stattfinden.

## Übergeordnete Gerichte
Dem Amtsgericht Weißwasser ist das Landgericht Görlitz unmittelbar übergeordnet. Das zuständige Oberlandesgericht hat seinen Sitz in  Dresden.

## Entscheidungen
Ein Verweisungsbeschluss des Amtsgerichtes, in dem dieses eine von der höchstrichterlichen Rechtsprechung und der herrschenden Meinung abweichende Meinung über die örtliche Zuständigkeit vertrat, führte 2002 zu einer Entscheidung des Bundesgerichtshofes. Der Bundesgerichtshof stellte in dieser Entscheidung klar, dass es entgegen den Auffassungen des OLG Schleswig und des OLG Naumburg nicht ausreicht, dass ein Verweisungsbeschluss von der fast einhelligen oder ganz überwiegenden Auffassung abweiche, damit er willkürlich und damit nicht bindend sei. Die damalige Entscheidung des AG Weißwasser, einen Rechtsstreit an das AG Alsfeld zu verweisen, sei daher nach § 281 Abs. 2 Satz 4 ZPO bindend.